# برج مدور
برج مدور، از بناهای ساخته‌شده در دورهٔ سلجوقیان در شهر مراغه می‌باشد که در فاصلهٔ ده متری شمال گنبد کبود قرار گرفته است. بر روی کتیبهٔ برج به خط کوفی تاریخ احداث بنا سال ۵۶۳ هجری می‌باشد؛ ولی دربارهٔ نام بانی و مدفون داخل آن هیچ‌گونه اطلاعی در دست نیست و مزاری کاملاً ناشناخته است.
جذابیت و رنگ‌های گوناگون کاشی‌ها و نقش و نگاری که در آن‌ها بکار رفته مزیت خاصی را به این برج داده و از دیدگاه پیشرفت هنر کاشی‌پزی در آن دوره دارای اهمیت است.

## ویژگی‌ها
این بنا برجی است مدوری‌شکل با ظاهری ساده که با گنبدی دوپوش پوشیده شده‌بود؛ ولی از گنبد و سقف آن در اثر مرور زمان چیزی برجای نمانده است. برای جلوگیری از خرابی بنا، سقف پوششی با شیروانی بر روی آن احداث نموده‌اند.
سردر ورودی برج مدور دارای قاب و تاقی هلالی‌شکل بوده که درگاه را احاطه کرده و در بالا و زیر تاق هلالی، کتیبه‌ای به‌خط کوفی با نقوش پیچیده‌ای از آجر و کاشی‌های فیروزه‌ای به‌چشم می‌خورد.
ارزش بنا در این است که ترقی و تکامل نمای مینایی را طی دوران کوتاه میان تاریخ احداث این بنا و تاریخ ساخت گنبد سرخ نشان می‌دهد. این بنای آجری بروی سکوی بلندی از سنگ که سردابی در میان دارد، قرار گرفته است.

## نگارخانه

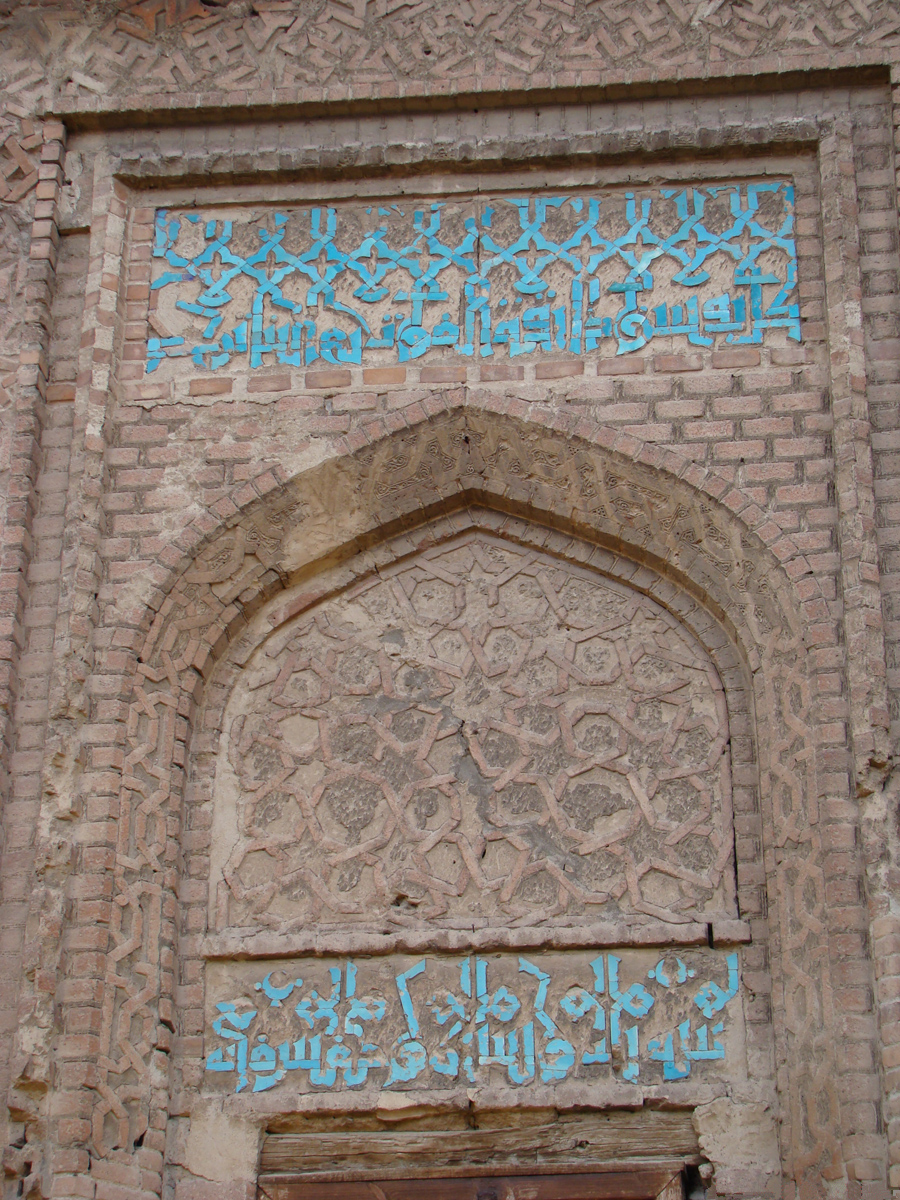
نوشتهٔ کوفی سردر برج.
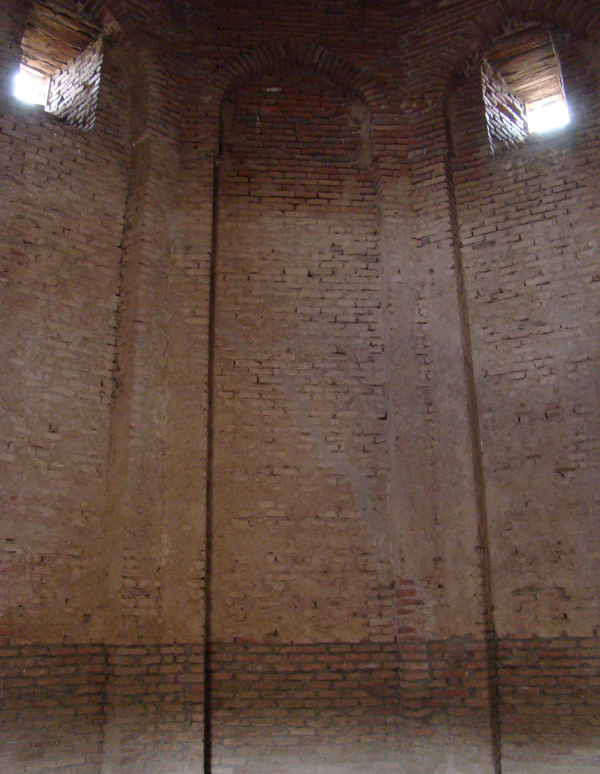
نمای درونی برج مدور.
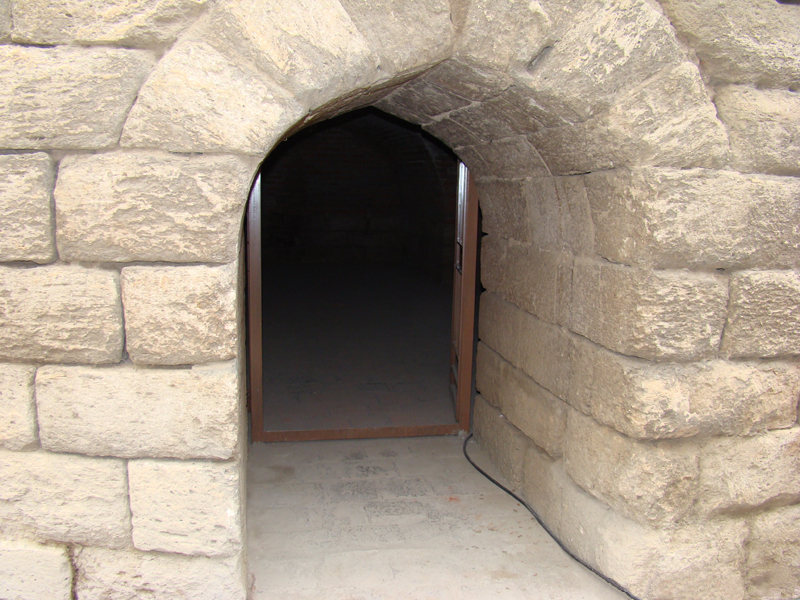
ورودی سردابهٔ برج مدور.
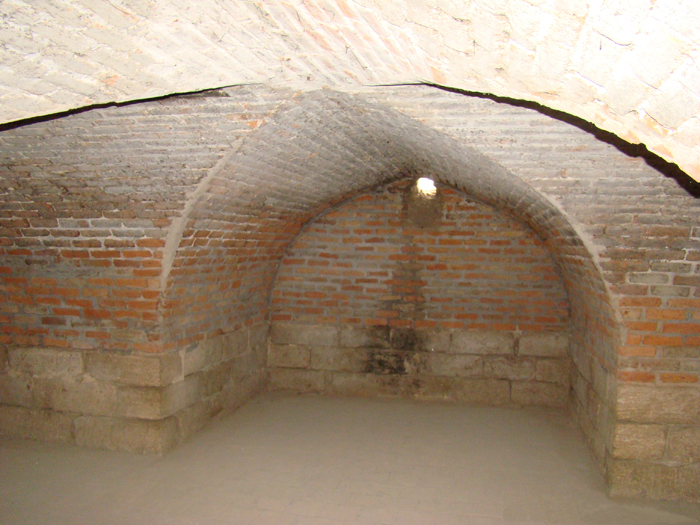
سردابهٔ برج مدور.